# Canon PowerShot SX20 IS
Canon PowerShot SX20 IS je digitalni kompaktni ultra-zoom fotoaparat podjetja Canon. Spada v družino SXxx. Oznaka SX pomeni »Super Zoom«. Na tržišče je prišel avgusta 2009 in je nadomestil model SX10 IS. Ima vgrajeno nepretrgano stabilizacijo slike (IS) in popolni ročni nadzor nad upravljanjem funkcij. Poleg digitalnih fotografskih posnetkov z najvišjo ločljivostjo 12,1 megapikslov v formatu Exif 2.2 (JPEG, 4000 × 3000) omogoča zajem videoposnetkov v največji ločljivosti HD 1280 × 720 točk (720p; 30 fps) in stereo zvoka z na sprednji strani vgrajenima mikrofonoma. Samodejno ostrenje in tiho ter hitro delovanje optike omogočata motorja USM (Ultra-Sonic Motor) za ostrenje in VCM (Voice Coil Motor) za zumiranje. 
Med vgrajenimi uporabniškimi funkcijami je novejša i-Contrast za večji dinamični razpon fotografskih posnetkov. Canonovi kompaktni fotoaparati te vrste od modela S5 IS poleg vgrajene izskočne bliskavice omogočajo slikanje z zunanjo bliskavico s sinhronizacijo. Fotoaparat je namenjen zahtevnejšim ljubiteljskim fotografom za družinsko rabo, po njem pa večkrat posegajo tudi profesionlni fotografi, na primer, kjer je težje prenašati nerodno fotografsko opremo.
Naslednik SX20 IS je SX30 IS v prodaji od septembra 2010.